# Hooverville
Hooverville era il nome popolare di baraccopoli costruite dai senzatetto durante la Grande depressione. Vennero così denominate perché si attribuiva al Presidente degli Stati Uniti Herbert Hoover la responsabilità della depressione economica. Il termine fu coniato da Charles Michelson, capo del Comitato nazionale democratico. Il nome Hooverville è stato utilizzato anche per descrivere le tendopoli che si trovano comunemente in America al giorno d'oggi.
I senzatetto erano già presenti prima della Grande depressione, ma il rallentamento della crescita economica fece aumentare il loro numero e la concentrazione negli insediamenti urbani nei pressi di mense gestite da associazioni caritative. Tali insediamenti sono spesso situati su terreni comunali composti da baracche e tende. Le autorità non hanno ufficialmente mai riconosciuto le Hooverville e, occasionalmente, provvedevano a rimuoverne gli occupanti debordanti su terreni privati, se non che erano spesso tollerate dalla necessità. Il New deal diede speciale rilievo ai programmi-casa, mediante il Servizio federale transitorio (FTS), che operò dal 1933-35, contribuendo a risolvere parzialmente il problema.
Alcuni degli uomini costretti a vivere in queste condizioni, in possesso di competenze e abilità edilizie, sono stati in grado di costruire case in mattoni. La maggior parte di coloro, tuttavia, hanno fatto ricorso, nella costruzione delle loro residenze, ad assi di legno, cartone, eventuali scarti di lavorazione del metallo ed altri materiali di fortuna, insieme con una stufa, biancheria da letto e alcuni utensili da cucina.
La maggior parte di questi disoccupati residenti delle Hooverville utilizzavano prodotti alimentari o di prima necessità raccolti in beneficenza da parte di coloro che avevano mantenuto l'alloggio e un posto di lavoro. I Democratici coniarono altri termini, come "Hoover cover" (vecchio giornale usato come coperta) e "Hoover flag" le tasche rivoltate all'esterno per mostrare che erano vuote. "Hoover leather" era un termine utilizzato per una linea di scarpe di cartone che erano l'unico paio possedute e indossate dagli hoover-abitanti. Un "Hoover car" era un'automobile trainata da cavalli, perché il proprietario non poteva permettersi la benzina.